# Valorous Unit Award
Valorous Unit Award (VUA) – drugie w hierarchii ważności odznaczenie jednostki armii Stanów Zjednoczonych, które może być przyznane jednostce wojskowej po Presidential Unit Citation (PUC). VUA jest przyznawany przez armię Stanów Zjednoczonych jednostkom Sił Zbrojnych Stanów Zjednoczonych lub narodom sojuszniczym, które wykazują nadzwyczajne bohaterstwo w walce z uzbrojonym wrogiem Stanów Zjednoczonych w dniu 3 sierpnia 1963 r. lub później. Wymagany stopień bohaterstwa jednostki jest uważany za ekwiwalent indywidualnego stopnia heroizmu wymaganego do Srebrnej Gwiazdy przyznawanej za waleczność w działaniu.
Wstążka Valorous Unit Award ma złotą ramkę z liści laurowych, która otacza 11 pasków z wzoru wstążki Srebrnej Gwiazdy. Streamer ma ten sam wzór co wstążka Srebrnej Gwiazdy.

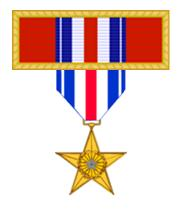
Porównanie baretek VUA i Srebrnej Gwiazdy